# Prievidza
Prievidza (/ˈprɪ̯ɛvɪd͡za/ , en allemand : Priwitz, en hongrois : Privigye) est une ville de la région de Trenčín en Slovaquie. Sa population est de 48 134 habitants.

## Histoire
La plus ancienne mention de Prievidza remonte à 1113 (Preuigan).
On peut y voir une belle église baroque de 1666 richement décorée qui a la particularité d'être incorporée dans un ensemble d'habitations.

## Démographie

### Évolution de la population
| Année:               | 1994.  | 2004.   | 2014.   | 2024.    |
| -------------------- | ------ | ------- | ------- | -------- |
| Nombre de personnes: | 54 427 | 51 596  | 47 574  | 42 429   |
| Différence:          |        | -5,20 % | -7,79 % | -10,81 % |

| Année:               | 2023.  | 2024.   |
| -------------------- | ------ | ------- |
| Nombre de personnes: | 42 980 | 42 429  |
| Différence:          |        | -1,28 % |

## Géographie

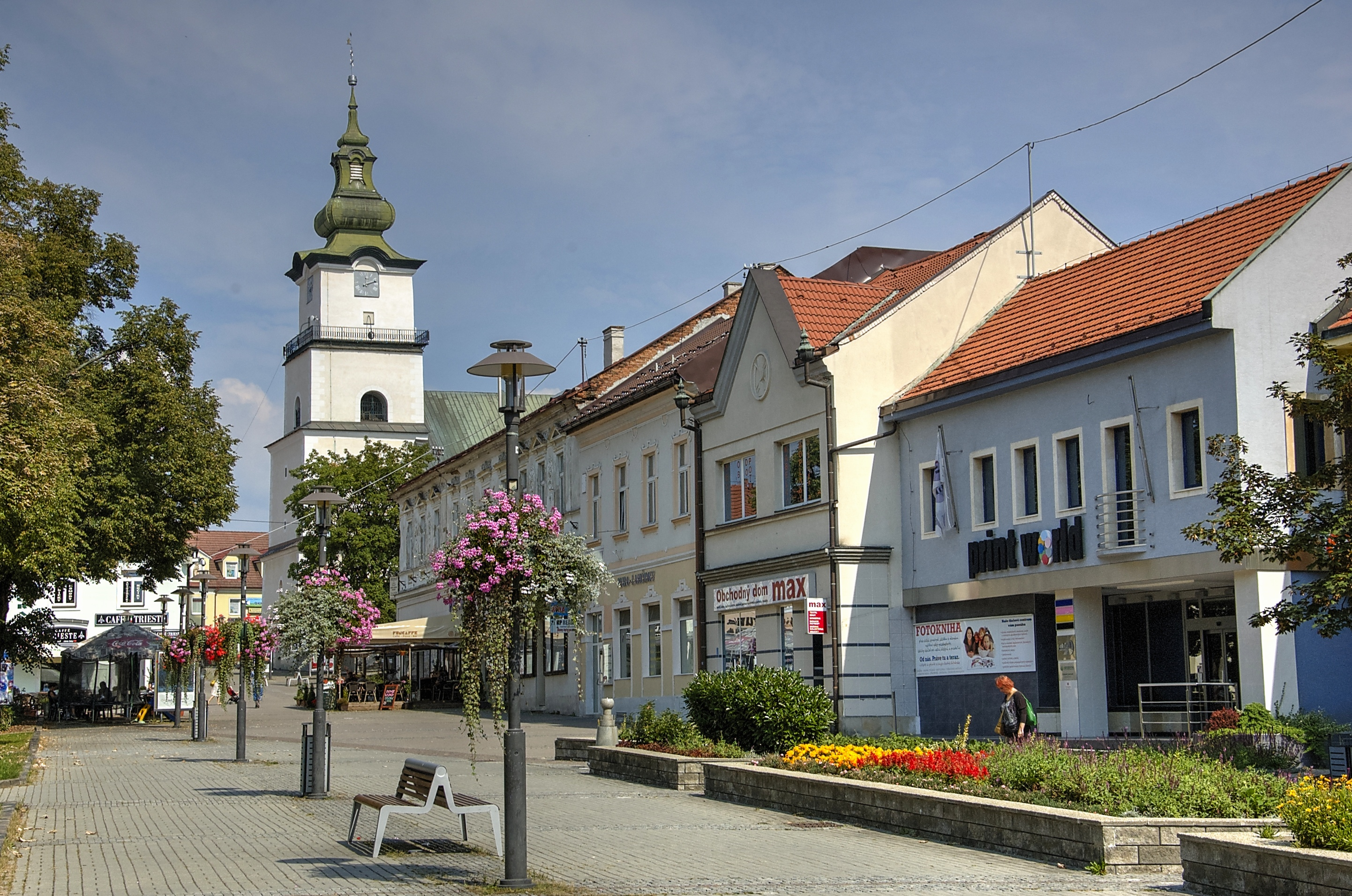
Le centre-ville de Prievidza.

Prievidza est située dans la vallée de la rivière Nitra, à 50 km au sud de Žilina et 45 km au sud-est de Trenčín. La Nitra sépare Prievidza de Bojnice et la ville est traversée par son affluent, la Handlovka.
| Bojnice             | Lazany, Nedožery-Brezany | Malá Čausa                    |
| Opatovce nad Nitrou | Prievidza                | Veľká Čausa, Chrenovec-Brusno |
| Sebedražie, Koš     | Cigeľ                    | Handlová                      |

### Quartiers
Prievidza est divisée en cinq quartiers :
1. Staré Mesto (« vieille ville »),
2. Píly,
3. Necpaly,
4. Kopanice,
5. quartiers : Veľká Lehôtka, Malá Lehôtka, Hradec.

## Jumelages
La ville de Prievidza est jumelée avec :
- Šumperk (Tchéquie) ;
- Ibbenbüren (Allemagne) ;
- Luserna San Giovanni (Italie) ;
- Valjevo (Serbie) ;
- Jastrzębie Zdrój (Pologne) ;
- Velenje (Slovénie).